# Surchob
Il Surchob (in tagico Сурхоб) è un fiume del Tagikistan, ramo sorgentifero di destra del Vachš.
Nasce dalla confluenza tra il Kyzylsu (Kyzyl-Suu) e il Muksu. Scorre per 150 km in direzione ovest/sud-ovest per poi unirsi all'Obichingou, proveniente da est, e formare il Vachš. Il Surchob drena il versante meridionale dei monti Alaj. La strada statale A372 costeggia il fiume, lungo le cui rive si trovano le città di Tojikobod e Garm. Nel punto in cui il fiume lascia Garm, la sua portata media è di 325 m³/s. È maggiormente ricco di acqua durante i mesi estivi di luglio e agosto.